# Kamagaya, Chiba
Kamagaya (鎌ヶ谷市 (鎌箇谷市) (Liềm Cá Cốc Thị) Kamagaya-shi) là một thành phố thuộc tỉnh Chiba, Nhật Bản.